# Ryszard Olszewski (samorządowiec)
Ryszard Olszewski (ur. 1931, zm. 20 lipca 2013) – polski samorządowiec, wiceprezydent miasta Poznania I i II kadencji samorządu III RP, w latach 1990–1998.

## Życiorys
Urodził się w Wołochach koło Lwowa 2 kwietnia 1932 roku jako najstarszy syn Bronisława Olszewskiego i Ireny Olszewskiej z domu Kirek.
Maturę uzyskał w roku 1954 w Sławie. W 1958 uzyskał dyplom inżyniera Budownictwa Lądowego Politechniki Poznańskiej.
Żona Weronika z domu Pancewicz, lekarz pediatra i psychiatra dziecięcy zmarła 25 Lipca 2018. Syn Mariusz urodzony w 1956 roku i córka Beata urodzona w 1961.

## Kariera zawodowa
Obowiązki wiceprezydenta piastował w okresie prezydentury Wojciecha Szczęsnego Kaczmarka, w ratuszu miejskim odpowiadał za gospodarkę komunalną. W okresie poprzedzającym śmierć piastował funkcję prezesa Fundacji Rozwoju Miasta Poznania, która w 2011 r. przyczyniła się między innymi do odsłonięcia pomnika Wojciecha Szczęsnego Kaczmarka na cmentarzu Zasłużonych Wielkopolan. Został pochowany na cmentarzu Miłostowo w Poznaniu w alei zasłużonych.

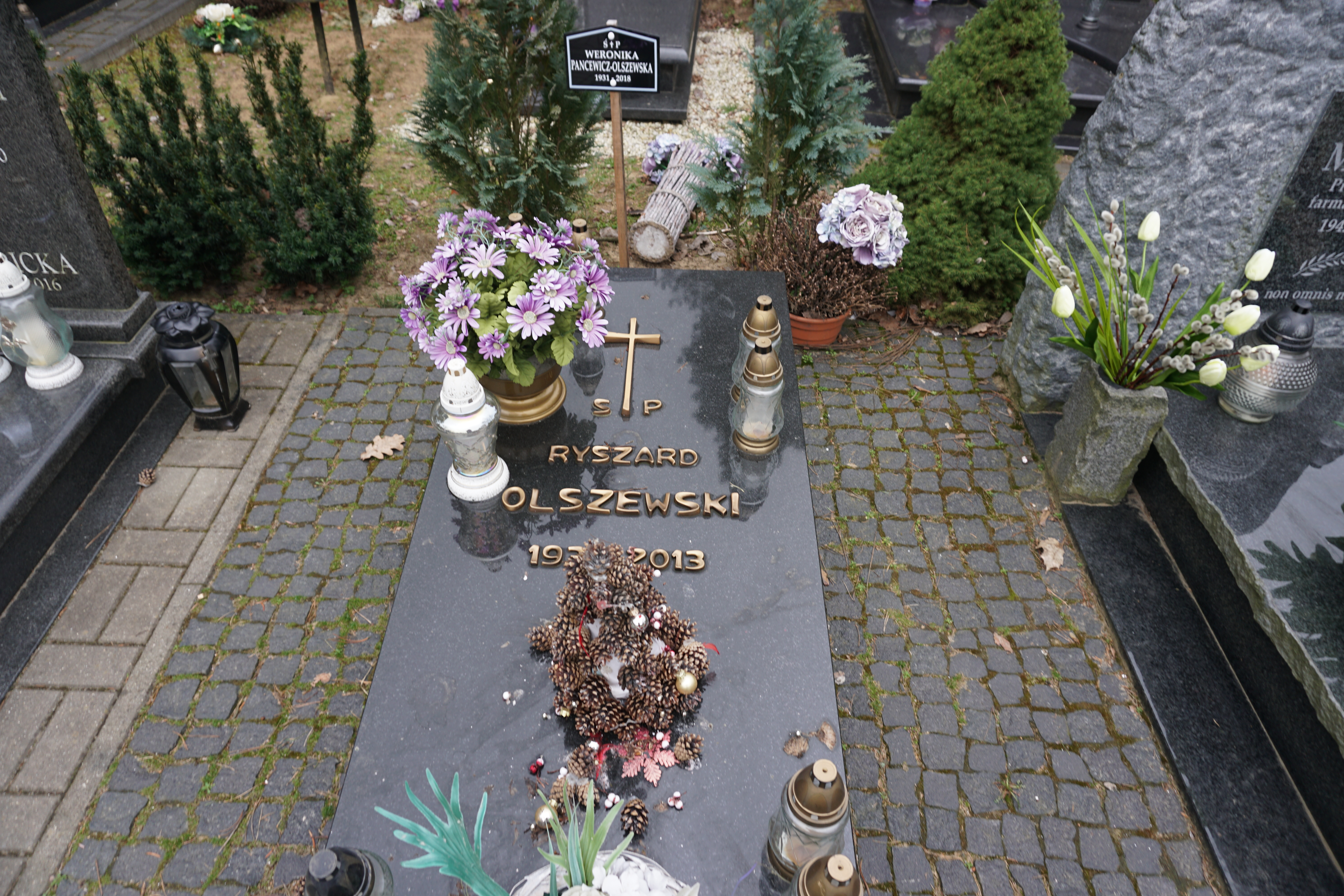
Grób Ryszarda Olszewskiego na cmentarzu Miłostowo w Poznaniu

## Odznaczenia
- Złota odznaka honorowa „Zasłużony dla Budownictwa i Przemysłu Materiałów Budowlanych”
- Odznaka honorowa „Za Zasługi w Rozwoju Województwa Poznańskiego”
- Odznaka honorowa „Za zasługi dla województwa wielkopolskiego”
- Odznaka Honorowa Związku Inwalidów Wojennych RP
- Złota odznaka honorowa „Za Zasługi dla Ochrony Środowiska i Gospodarki Wodnej”
- Złota I srebrna odznaka Polskiego Związku Inżynierów i Techników Budownictwa
- Odznaka Towarzystwa im. Hipolita Cegielskiego
- Odznaka Institut France-Pologne Chevalier dans l’Ordre Honneur et Reconnaissance